# 몽테
몽테(프랑스어: Monthey)는 스위스 발레주에 위치한 도시로, 면적은 28.63km2, 인구는 16,408명(2010년 기준), 인구 밀도는 574명/km2이다.

## 지리
몽테의 면적은 2009년 기준으로 28.6k㎡이다. 이 면적 중 7.86km 2 (27.5%)가 농업 목적으로 사용되는 반면 12.91k㎡ (45.1%)는 산림이다. 나머지 토지 중 5.47k㎡ (19.1%)가 정착(건물 또는 도로), 0.43k㎡ (1.5%)가 강이나 호수이고 1.91k㎡ (6.7%)는 비생산적인 토지이다.
건축면적 중 공업용 건물이 전체 면적의 3.9%, 주택과 건물이 8.4%, 교통 기반 시설이 4.3%를 차지했다. 전력 및 수자원 기반 시설 및 기타 특별 개발 지역은 면적의 1.6%를 구성한다. 산림 토지 중 전체 토지 면적의 40.7%는 삼림이 무성하고, 1.8%는 과수원 또는 작은 나무 군집으로 덮여 있다. 농경지 중 5.6%는 작물 재배에 사용되며, 4.8%는 목초지, 16.2%는 고산 목초지에 사용된다. 시정촌의 물 중 0.5%는 호수에, 1.0%는 강과 시내에 있다. 비생산적인 지역 중 5.1%는 비생산적인 초목이고 1.6%는 초목이 자라기에는 너무 암석이 많은 지역이다.
시정촌은 몽테의 수도이다. Chablais 지역의 이 도심은 Val d'Illiez 및 Val d'Abondance로 이어지는 Pas de Morgins 입구에 있는 론강 좌안에 있는 비체의 충적 삼각주 위에 있다. 그것은 몽테의 마을, Outrevièze 및 Choëx의 마을, Collombey -Muraz의 exclave로 구성된다. 몽테는 론 계곡의 서쪽, 남쪽의 레만호에 위치해 있다.

## 인구통계
2020년 12월 기준, 몽테의 인구는 17,820명이다. 2008년 기준으로 인구의 29.0%가 거주 외국인이다. 지난 10년(2000~2010년) 동안 인구는 17.5%의 비율로 변화했다. 이주로 인해 16.2%의 비율로, 출생과 사망으로 인해 3.4%의 비율로 변화했다.
2000년 기준, 인구 대부분인 11,856명(85.1%)이 프랑스어를 모국어로 사용하고, 이탈리아어가 두 번째로 많이 사용(520 또는 3.7%)하고, 포르투갈어가 세 번째(430 또는 3.1%)로 사용된다. 독일어를 할 줄 아는 사람은 295명, 로만슈어를 할 줄 아는 사람은 7명이다.
2008년 기준으로 인구는 남성 49.0%, 여성 51.0%이다. 인구는 5,515명의 스위스 남성(인구의 33.6%)과 2,539명(15.4%)의 비스위스계 남성으로 구성되었다. 스위스 여성은 6,171명(37.5%), 비스위스계 여성은 2,212명(13.5%)이었다. 시정촌 인구 중 4,611명(약 33.1%)이 2000년 몽테에서 태어나 그곳에 살았다. 같은 주에서 태어난 2,769명(19.9%)이 있었고, 스위스 타지에서 태어난 2,508명(18.0%)이 있었다. 3,586명(25.7%)은 스위스 밖의 외국 지역에서 태어났다.
2000년 기준으로 아동·청소년(0~19세)이 24.1%, 성인(20~64세)이 62.3%, 노인(64세 이상)이 13.6%를 차지하고 있다.
2000년 기준으로 시정촌에 미혼이거나, 독신인 사람은 5,724명이다. 기혼자는 6,463명, 미망인은 836명, 이혼한 사람은 910명이었다.
2000년 기준으로 시정촌의 개인가구는 5,949세대로 가구당 평균 2.3명이다. 1인 가구는 2,161가구, 5인 이상 가구는 340가구였다. 2000 년에는 총 5,697세대(전체의 80.3%)가 상설 임대되었으며, 1,058세대(14.9%)가 성수기이며, 339채(4.8%)가 비어 있었다. 2009년 기준 신규주택 건설률은 인구 1000명당 3.6세대이다. 2010년 지자체의 공실률은 0.24%였다.
| 연도 | 인구              | ±% p.a. |
| ---- | ----------------- | ------- |
| 1329 | 728 (182 Hearths) | —       |
| 1422 | 224 (56 Hearths)  | —       |
| 1850 | 1,841             | —       |
| 1860 | 2,114             | +1.39%  |
| 1870 | 2,633             | +2.22%  |
| 1880 | 2,683             | +0.19%  |

| 연도 | 인구  | ±% p.a. |
| ---- | ----- | ------- |
| 1888 | 2,598 | −0.40%  |
| 1900 | 3,392 | +2.25%  |
| 1910 | 4,301 | +2.40%  |
| 1920 | 4,695 | +0.88%  |
| 1930 | 4,901 | +0.43%  |
| 1941 | 4,927 | +0.05%  |

| 연도 | 인구   | ±% p.a. |
| ---- | ------ | ------- |
| 1950 | 5,608  | +1.45%  |
| 1960 | 6,834  | +2.00%  |
| 1970 | 10,114 | +4.00%  |
| 1980 | 11,285 | +1.10%  |
| 1990 | 13,790 | +2.02%  |
| 2000 | 13,933 | +0.10%  |

### 종교
2000년 인구 조사에서 9,790 또는 70.3%가 로마 가톨릭 신자였으며, 1,381 또는 9.9%가 스위스 개혁 교회에 속했다. 나머지 인구 중 정교회 교인은 163명(인구의 약 1.17%), 크리스찬 가톨릭 교회 교인은 5명(인구의 약 0.04%)이었다. 다른 기독교 교회에 속한 개인은 335명(2.40%)이 있었다. 유대인은 8명(인구의 약 0.06%)이었고, 이슬람교인은 744명(인구의 약 5.34%), 28명의 불교 신자, 힌두교인 10명과 다른 교회에 속한 15명이 있었다. 888명(인구의 약 6.37%)이 교회에 속하지 않고, 불가지론자 또는 무신론자였으며, 725명(인구의 약 5.20%)은 질문에 응답하지 않았다.

## 경제
몽테는 이전 화학 회사인 Ciba-Geigy (현재 노바티스, 신겐타 및 Cimo) 및 야금 회사 Giovanola와 함께 스위스 산업에 중요하며, 몽테 근처의 Collombey-Muraz에 정유 공장이 있다. 이 도시는 유명한 겨울 스포츠 지역인 Portes du Soleil에서 가깝다.
이 도시는 또한 세계적으로 유명한 롤러코스터 디자이너인 볼리거 & 마빌라르(Bolliger & Mabillard)의 고향이기도 하다.
2010년 현재 몽테의 실업률은 6.7%이다. 2008년 기준으로 1차 경제 부문에 37명이 고용되어 있고 이 부문에 약 25개 기업이 참여하고 있다. 3,420명이 2차 부문에 고용되었고, 이 부문에 146개의 기업이 있었다. 5,453명이 3차 부문에 고용되었으며, 이 부문에는 616개의 기업이 있다. 시정촌 주민은 6,788명으로 일정 정도 고용되었으며, 그중 여성이 전체 노동력의 43.8%를 차지하였다.
2008년에 정규직에 상응하는 총 일자리 수는 7,689개였다. 1차 부문의 일자리 수는 19개였으며, 그중 15개는 농업에, 3개는 임업 또는 목재 생산에 종사했다. 2차 산업의 일자리 수는 3,330개였으며, 그중 제조업이 2,062개(61.9%), 건설업이 696개(20.9%)였다. 3차 부문의 일자리는 4,340개였다. 3차 부문에서; 1,087개(25.0%) 도소매 또는 자동차 수리업, 125개(2.9%) 상품 이동 및 보관), 287개(6.6%) 호텔 또는 레스토랑, 69(1.6%) 정보 산업, 156개(3.6%)가 보험 또는 금융 산업, 405개(9.3%)가 기술 전문가 또는 과학자, 203개(4.7%)가 교육, 1,504개(34.7%)가 의료 분야였다.
2000년 기준 자치단체로 통근하는 근로자는 5,264명, 출퇴근자는 2,700명이었다. 지자체는 근로자의 순수입 지자체이며, 1명이 전출될 때마다 약 1.9명의 근로자가 지자체에 전입된다. 몽테에 들어오는 인력의 약 3.7%가 스위스 외부에서 온다. 근로 인구의 7.7%가 출퇴근을 위해 대중교통을 이용했고, 61.7%는 자가용을 이용했다.

## 교육
몽테에서는 인구의 약 4,644명(33.3%)이 필수 고등교육을 이수했으며, 1,361명(9.8%)이 추가 고등 교육(대학 또는 응용학문대학)을 마쳤다. 고등교육을 마친 1,361명 중 53.6%가 스위스 남성, 28.7%가 스위스 여성, 11.1%가 비스위스계 남성, 6.6%가 비스위스계 여성이었다.
2000년 기준으로, 몽테에는 다른 시정촌에서 온 학생이 256명이었고, 시외 학교에 다니는 거주자는 389명이었다.
몽테에는 몽테 미디어 도서관이 있다. 도서관은 (2008년 현재) 41,818권의 책 또는 기타 매체를 보유하고, 있으며, 같은 해에 95,847권을 대출했다. 그해에는 주당 평균 20시간씩 총 265일 동안 문을 열었다. 스테인드 글라스 예술 및 미술 대학이 몽테에 있다.

## 교통
A9 고속도로 , SBB 철도 노선 생젱골프 - 생모리스 및 협궤철도 AOMC 철도(에이글-올롱-몽테-샹페리)가 몽테역을 통과한다. AOMC 기차와 자동차로 약 30-45분이면, 인근 스키장 태양의 문(Portes du Soleil)에 도달할 수 있다.